# Драматургия
Драматургия (от др.-греч. δραματουργία «сочинение или постановка драматических произведений») — теория и искусство построения драматического произведения, а также сюжетно-образная концепция такого произведения.
Драматургией называют также совокупность драматических произведений отдельного писателя, страны или народа, эпохи.
Понимание основных элементов драматического произведения и принципов драматургии исторически изменчиво. Драма трактовалась как действие совершающееся (a не уже совершившееся) при взаимодействии характера и внешнего положения действующих лиц.
Действие представляет собой известную перемену в известный промежуток времени. Перемене в драматургии соответствует перемена судьбы, радостная в комедии и печальная в трагедии. Промежуток времени может охватывать несколько часов, как во французской классической драме, или же многие годы, как, например, у английского писателя Шекспира.

## Единство действия
На перипетии основывается эстетически необходимое единство действия, слагающегося из моментов, не только по времени (хронологически) следующих друг после друга, но и обусловливающих друг друга как причины и следствия, лишь в последнем случае получается у зрителя полная иллюзия совершающегося на его глазах действия. Единству действия, важнейшему из эстетических требований в драматургии, не противоречат введенные в неё эпизоды (например, история Макса и Теклы в «Валленштейне» Шиллера) или даже параллельные действия, как бы другая вставная драма, в которых должно быть соблюдено своё единство (например, у Шекспира драма в доме Глостера рядом с драмой в доме Лира).
Драма с одним действием называлась простой, с двумя и более действиями — сложной. К первым принадлежат в основном античные и «классические» французские, ко вторым — большинство испанских (особенно комедии, где действие лакеев копирует господ) и английские, особенно у Шекспира. На недоразумении (именно на неверно понятой «Поэтике» Аристотеля) основано требование так называемого «единства времени и места» в драме. То есть:
1) действительная продолжительность действия не должна превышать продолжительности его воспроизведения на сцене или, во всяком случае, должна быть не более суток;
2) действие, изображаемое на сцене, должно происходить все время на том же месте.
Драматургические произведения, где в течение пьесы проходит несколько лет (как в шекспировской «Зимней сказке») или же действие переносится из замка в чистое поле («Макбет»), считались по этой теории недозволенными, так как зритель мысленно должен был их переносить через значительные промежутки времени и громадные пространства. Успех подобных драм, однако, доказал, что воображение и в таких случаях легко поддается аллюзии, если только выдержана психологическая мотивировка в поступках и характерах действующих лиц, а также соответствует внешним условиям.

## Характер и условия
Последние два фактора могут считаться главными рычагами совершающегося действия; в них те причины, которые дают зрителю возможность строить предположения об ожидающейся развязке, поддерживают драматический интерес в нём; они же, заставляя действующее лицо поступать и говорить так, а не иначе, составляют драматическую судьбу «героя». Если уничтожить причинную связь в отдельных моментах действия, интерес заменится простым любопытством, а место судьбы займет прихоть и произвол. И то, и другое одинаково недраматично, хотя ещё может быть допущено в комедии, содержание которой, по Аристотелю, должно представлять «безобидную несообразность». Трагедия, в которой уничтожена причинная связь между поступком и судьбою, скорее возмущает, чем трогает зрителя, как изображение беспричинной и бессмысленной жестокости; таковы, например, в немецкой драматической литературе так называемой трагедии рока (Schicksalstragödien Мюлльнера, Вернера и других). Так как действие идёт от причин к последствиям (прогрессивно), то в начале драмы излагаются первые, поскольку они даны в характерах действующих лиц и в положении их (изложение, expositio); окончательные последствия (развязка) сосредоточены в конце драмы (катастрофа). Средний момент, когда происходит перемена к лучшему или худшему, называется перипетией. Эти три части, необходимые в каждой драме, могут быть обозначены в виде особых отделов (акты или действия) или стоят рядом, нераздельно (одноактные драмы). Между ними при расширении действия вводятся ещё дальнейшие акты (обыкновенно нечетное число, чаще всего 5; в индийских драмах больше, в китайских до 21). Действие осложняется элементами замедляющими и ускоряющими его. Для получения полной иллюзии действие должно быть воспроизведено конкретно (в театральном представлении), причём от автора зависит, подчиниться тем или другим требованиям современного ему театрального дела или нет. Когда в драме изображаются особые культурные условия — как, например, в драме исторической — необходимо возможно точное воспроизведение обстановки, одежды и тому подобное.

## Виды драм
Виды драмы классифицируются или по форме, или по содержанию (сюжету). В первом случае немецкие теоретики различают драму характеров и драму положения, смотря по тому, чем объясняются речи и поступки героев; внутренними ли условиями (характером) или внешними (случаем, роком). К первой категории принадлежит так называемая современная драма (Шекспира и подражателей его), ко второй — так называемая античная драма (древних драматургов и их подражателей, французских «классиков», Шиллера в «Мессинской невесте» и так далее). По числу участников различают монодрамы, дуодрамы и полидрамы. При распределении по сюжету имеется в виду: 1) характер сюжета; 2) его происхождение. По Аристотелю, характер сюжета может быть серьёзный (в трагедии) — тогда в зрителях должно возбуждаться сострадание (к герою драмы) и боязнь (за себя: nihil humani a nobis alienum!), — или же безвредный для героя и смешной для зрителя (в комедии). В обоих случаях происходит перемена к худшему: в первом случае вредная (смерть или тяжкое несчастье главного лица), во втором — безвредная (например, корыстолюбец не получает ожидаемой прибыли, хвастун терпит посрамление и тому подобное). Если изображается переход от несчастья к счастью, мы, в случае истинной пользы для героя, имеем драму в тесном смысле этого слова; если же счастье лишь призрачное (например, основание воздушного царства в «Птицах» Аристофана), то получается шутка (фарс). По происхождению (источникам) содержания (фабулы) можно различать следующие группы: 1) драмы с содержанием из фантастического мира (поэтическая или сказочная драма, волшебные пьесы); 2) драма с религиозным сюжетом (мимическая, духовная драма, мистерия); 3) драма с сюжетом из действительной жизни (реалистическая, светская, бытовая пьеса), причём в драме может изображаться историческое прошлое или современность. Драмы, изображающие судьбу отдельного лица, называются биографическими, изображающие типы — жанровыми; и те и другие могут быть историческими или современными.

## История драмы
Драма в первоначальном своем виде возникла у всех народов из воспроизведения в лицах действительных фактов жизни (в зачаточном виде она является и в детских играх, воспроизводящих поступки взрослых: брак, похороны, войну и т. п.). Речи при этом или импровизируются, или уже заранее вымышлены драматическим поэтом, согласно характеру и положению действующих лиц. В Китае актёры странствуют вместе с фокусниками и дают представления в форме диалогов, чаще всего — любовные или уголовные истории без законченного действия и заботливой мотивировки. Родоначальником художественной китайской драмы считают императора Сюань-цзуна (около 720 г. н. э.). Китайскую пьесу «Сиротка из Чжао» Вольтер переделал для французского театра; другая драма, «Скупец», напоминает Мольера; есть и исторические драмы. Египетскую драму новейшие египтологи видят в древней «Книге мертвых» (изображение судеб души после смерти); предполагают, что  эта драма в древнем Египте разыгрывалась на похоронах жрецами, родными и знакомыми покойника. Зачатки еврейской драмы (с хоровыми партиями) некоторые видят в «Песне Песней» Соломона. Более развилась — по мнению некоторых, под греческим влиянием, — индийская драма. Индусы различают возвышенную, поучающую драму, в которой серьезное переплетается с шутливым, и низшую комедию для потехи народа (с грубыми остротами и чудесами). Трагедий индусы не признают; ясно различаются у них изложение, перипетия и катастрофа (обыкновенно — чудо, направляющее все к благополучной развязке), главные и побочные действия; воспроизводятся особенности отдельных каст и сословий, употребляются даже разные диалекты. Связь событий в индийской драме недостаточна; зато прекрасны частности, язык и мысли. Расцвет индийской драмы знаменует собою Калидаса (приблизительно в III в. н. э.); его «Сакунтала» впервые сделадась известна европейской публике в 1785 году. Между индийскими драмами есть и пьесы с интригами, жанровые и аллегорические. В Перу испанские конквистадоры нашли у туземцев драму с фабулою, заимствованной из исторических преданий. 
Европейская драма зародилась в Греции в так называемых сродных с египетской «Книгою мертвых» мистериях (религиозных драматических обрядах) в Элевзине и других городах, развилась же, главным образом, благодаря культу Диониса (см. Греческая литература, IX, 668). Во время Пизистратидов Феспидом было положено начало настоящей драмы. Начиная с Эсхила, участь героев ставится в зависимость от их поступков и представлению придается драматический интерес и законченность. Мысль зрителя и слушателя уже не уходила в прошедшее, как в эпосе, и не приковывалась к настоящему, как в лирике, а с надеждою или страхом устремлялась к будущему при виде развивавшегося перед его глазами действия. Хор, главный участник торжества Диониса, был удержан как участник или участливый зритель совершающегося на сцене действия. Присутствие хора должно было повести к некоторым затруднениям для драматических поэтов: требовалось по возможности не менять места, сокращать продолжительность драмы; многое поэтому на сцене не происходило, а рассказывалось (для этого частые вестники). Драматический интерес сильно умерен вставками эпическими (речи вестников) и лирическими (хор); для увеличения его и для большей иллюзии в зрителе изобретательный греческий ум впервые прибег к декорации, не известной ни индусам, ни китайцам. Вследствие краткости драмы греки ставили их подряд три, связанных каким-нибудь одним общим мифом, причём прибавлялся ещё в заключение сатирический фарс (отсюда «тетралогия» = четыре драмы). Античная трагедия процветала в лице Эсхила, Софокла и Еврипида, комедия — в лице Аристофана (древняя) и Менандра (новая). В трагедии Эсхила трагическая судьба тяготеет ещё над всем родом героя (потомки платятся за грехи предков). Софокл и Еврипид стремятся уже родовую вину изменить в индивидуальную и приближаются к точке зрения новейшей драмы. Древняя комедия исходит из серьезных нравственных вопросов и приближается к карающей сатире и памфлету; часто в ней сам автор с так назыв. «парабазами» обращается к зрителям. Более поздняя комедия главное внимание обращает на чисто комический элемент, не затрагивая нравственных вопросов. В так называемой средней комедии удержан сатирический тон древней, но осмеиваются уже не общественные неустройства, а пороки частных лиц.
В римской драматической литературе переделывались греческие темы (от трагедий Ливия Андроника до так называемой трагедии Сенеки; новейшие комедии — в перелицовках грубого Плавта и изящного Теренция). Оригинальнее была местная шутка и импровизированная комедия (удержавшаяся в романизированной Испании) с постоянными характерными масками; действие их обыкновенно переносилось в Ателлу (вроде русского Пошехонья), и поэтому (по Моммзену) они назывались ателланами и удержались и после падения классической языческой культуры в течение всех средних веков; античная же трагедия после появления христианства заменилась трагедией страстей Господних, изображавшеюся в мистериях и духовных церемониях. Сценою служила сначала церковь, потом появились особые открытые сцены; язык представлений первоначально был латинский, затем стали прибегать к народному говору. Введение аллегорических фигур, олицетворение пороков и добродетелей вызвало так называемые моралитеты, мало-помалу перешедшие в руки особых обществ (Базош, Confr é rie de la Passion); из Франции эти представления перешли в Германию (в настоящее время мистерии в Обераммергау и некоторых местах Тироля). Сходство с моралитетами имеют английские миракли (пьесы с чудесами). В комическом жанре в средневековой Италии процветала comedia dell’arte, с постоянными типами (Арлекино, Панталоне, Тарталья, Грациано, Коломбина и так далее). В Германии подражанием ей явился Hanswurst, до начала XVIII века господствовавший в театрах; в имперских городах в ходу были другие игры на маскарадах и в святочных обрядах. С эпохой возрождения в Италии явилась художественная драма, с реформацией у новейших романских и германских народностей — национальная драма. Первая в трагедии ограничивалась воспроизведением классических черт, в комедии рисовала фривольные и часто безнравственные картины (Макиавелли, Дж. Бруно). Национальная драма в Испании (католической направленности) и в Англии (протестантской направленности) развивала средневековые драматические зачатки, Франция же и Германия порвала с последними, чтобы воспринять и воспроизвести по-своему первая — римскую, вторая — эллинскую идеи.
В античной драме центр тяжести драмы лежит во внешних силах (в положении), в драме Нового времени — во внутреннем мире героя (в его характере). Классики немецкой драмы (Гёте и Шиллер) старались сблизить оба эти принципа. Новую драму отличают более широкий ход действия, разнообразие и индивидуальные черты характеров, больший реализм в изображении внешней жизни; отброшены стеснения античного хора; мотивы речей и поступков действующих лиц более оттенены; пластичное древней драмы заменено живописным, прекрасное соединено с интересным, трагизм — с комизмом и наоборот. Разница между английской и испанской драмами та, что в последней наряду с поступками героя играет роль шаловливый случай в комедии и милость или гнев божества в трагедии, в первой же участь героя целиком вытекает из его характера и поступков. Испанская народная драма высшего расцвета достигла в произведениях Лопе де Вега, художественная — в Кальдероне; кульминационный пункт английской драматургии — Шекспир. Через Бен Джонсона и его учеников в Англию проникли влияния испанское и французское. Во Франции испанские образцы боролись с античными; благодаря основанной Ришельё академии последние одержали верх, и создалась французская (псевдо) классическая трагедия на правилах дурно понятого Корнелем Аристотеля. Лучшею стороною этой драмы были единство и законченность действия, ясная мотивировка и наглядность внутреннего конфликта действующих лиц; но из-за недостатка внешнего действия развился в ней риторизм, и стремление к правильности стеснило естественность и свободу выражения. Выше всех стоят в классической трагедии французов Корнель, Расин и Вольтер, в комедии — Мольер. Философия XVIII века произвела перелом во французской драме и вызвала так называемую  мещанскую трагедию в прозе (Дидро), занявшуюся изображением трагизма обыденной жизни, и жанровую (бытовую) комедию (Бомарше), в которой осмеивался современный общественный строй. Это направление перешло и в немецкую драму, где до тех пор господствовал французский классицизм (Готшед в Лейпциге, Зонненфельс в Вене). Лессинг своей «Гамбургской драматургией» положил конец ложному классицизму и создал немецкую драму (трагедию и комедию) по примеру Дидро. Указав в то же время на древних и на Шекспира как примеры для подражания, он продолжил путь немецкой классической драмы, расцветом которой было время Гёте (испытавшего на себе сначала влияние Шекспира, потом древних, наконец, в Фаусте — средневековых мистерий) и национальнейшего немецкого драматурга Шиллера. Новых оригинальных направлений после этого в драме не возникало, но зато появлялись художественные образцы всех родов другой поэзии. Наиболее заметно у немецких романтиков подражание Шекспиру (Г. Клейст, Граббе и другие). Благодаря подражанию Шекспиру и испанскому театру произошёл переворот и во французской драме, новую жизнь в которую внесла и разработка социальных проблем (В. Гюго, А. Дюма, А. де-Виньи). Образцы салонных пьес дал Скриб; моральные комедии Бомарше возродились в драматических картинах нравов А. Дюма-сына, Э. Ожье, В. Сарду, Пальерона и других.